# Microcerella scrofa
Microcerella scrofa är en tvåvingeart som först beskrevs av Aldrich 1916.  Microcerella scrofa ingår i släktet Microcerella och familjen köttflugor. Inga underarter finns listade i Catalogue of Life.